# 宮田雪
宮田 雪（みやた きよし、1945年3月3日 - 2011年2月14日）は日本の脚本家、漫画原作者、社会活動家。秋田県出身。早稲田大学文学部中退。

## 経歴
農林省林野庁官僚の父と母の次男として秋田県大曲市に生まれる。父の転勤にともない函館市・前橋市などを経て、現在の札幌市豊平区平岸に移り、高校時代まで過ごす。父は短歌の私家集を発行するなど文人としての面も持つが、「文学では飯は食えない」と常に厳しく接していた。雪は厳格な父に反感をおぼえるが、その才を受け継ぎ、密かに脚本家を志すようになる。北海高等学校から早稲田大学文学部へ進学し、「ワセダミステリクラブ」に所属。曽根忠穂（のち「奇想天外」編集長）や石上三登志（のち、CM作家、評論家）らと、映画・漫画などを論じる同人誌『OFF』を上梓。
在学中から映画監督鈴木清順に師事し助監督となるが、その後大和屋竺の薦めで念願の脚本家に転じる。1970年前後から80年代後半にかけて『あしたのジョー』『ルパン三世』『探偵物語』『西部警察』など、テレビアニメやドラマの脚本を数多く手がける。一方で、最大の理解者であった母の死をきっかけに、まだ日本ではブーム前夜にあったニューエイジ・スピリチュアルの世界にも目覚め、1973年のインド旅行をきっかけに、日本山妙法寺の活動に加わるようになる。
1978年からはアメリカインディアンのホピ族に接触し、その文化に傾倒。彼らの記録映画製作のため私財を投じ、親族に借金をするなど困窮するが、ついに8年がかりで記録映画「ホピの予言」を完成。師と仰いだ水木しげるをホピ族の村に招くなど、ポピ族文化の紹介に尽力する。またこの時期は反原発運動にも関わる。
1995年、カリフォルニアで脳内出血のため倒れる。一時は回復が絶望視されていたが、奇蹟的に一命を取りとめる。晩年は、同志でもあった妻の献身的な看病により神戸市で療養生活を続けていたが、2011年2月永眠。

## 脚本担当作品

### 劇場映画
- 看護婦日記 獣じみた午後（1982年、にっかつ）

### テレビアニメ
- ムーミン 1969年
- あしたのジョー 1971年
- ルパン三世 (TV第1シリーズ)[1] 1971年 - 1972年
- 海のトリトン 1972、79年
- ルパン三世 (TV第2シリーズ)[2] 1977年 - 1980年
- ザ☆ウルトラマン 1980年
- 怪物くん 1980年 - 1982年
- パーマン 1983年

### テレビドラマ
- 探偵物語 1979年 - 1980年
- 西部警察 1981年 - 1984年
- 大激闘マッドポリス'80 1980年
- キャンパスアクション・ 探偵同盟 1981年
- プロハンター 1981年
- 事件記者チャボ! 1982年 - 1983年
- 気分は名探偵 1984年 - 1985年
- ただいま絶好調! 1985年
- ジャンプアップ!青春 1986年

### ラジオドラマ
- シュナの旅 1987年

## 記録映画
- ホピの予言 1986年

## 漫画原作
- 叛逆伝説（政岡としや）オハヨー出版
- テロルの箱船（かわぐちかいじ） ヤングコミック（少年画報社）、1972年連載。単行本はチクマ秀版社、2007年6月
- 死神大戦記（水木しげる） 学習研究社、1974年
- 東海道四谷怪談（水木しげる） 学習研究社、1974年
- ゆきをんな（真崎守） 学習研究社、1975年
- 耳なし芳一（水木しげる） 学習研究社、1975年
- 花恋獄（川崎三枝子） 廣済堂出版、1985年
- 死神大戦記（水木しげる）　朝日ソノラマ、1985年8月
- 水木しげるのノストラダムスの大予言（水木しげる）　辰巳出版、1993年
- 恋獄漂流（貴志元則） 松文館、2005年6月
- けんか葉隠（かわぐちかいじ） チクマ秀版社、2007年5月
- 呪啼夢（あすなひろし）チクマ秀版社、2007年8月